# 袁克
袁克（?—?），出自轅氏，中国春秋时期陈国的卿大夫。
前534年（楚灵王七年 鲁昭公八年 陈哀公三十五年）冬十月十八日，楚灵王灭亡了陈国。管车人袁克杀马、毁玉用来为陈哀公殉葬。楚国人要杀死袁克。袁克请求赦免，不久又要去小便。在帐幕里小便时，他把麻带缠在头上之后逃走了。